# Franciszek Murek
Franciszek Murek – doktor prawa, postać fikcyjna z powieści Tadeusza Dołęgi-Mostowicza Doktor Murek zredukowany i Drugie życie doktora Murka z 1936 roku oraz ich adaptacji.
Murek jest przedstawicielem inteligencji, doktorem prawa, dzięki czemu pracuje jako ceniony urzędnik w magistracie prowincjonalnego miasta w II Rzeczypospolitej. Ma również widoki na szczęśliwe małżeństwo, które umocni jego pozycję w miasteczku. Niestety, uczciwość Murka stoi na przeszkodzie pewnym interesom, toteż doktora Murka dotyka redukcja, traci pracę. Szuka szczęścia w Warszawie, jednak tam czeka go rozczarowanie. Stacza się stopniowo na samo dno społeczne, by rozpocząć drugie życie, ale jako człowiek pozbawiony zasad.

## W adaptacjach
W rolę Franciszka Murka wcielali się:
- Franciszek Brodniewicz – w filmie Doktór Murek z 1939 roku[1]
- Roman Wilhelmi – w serialu radiowym Doktor Murek z 1978 roku[2]
- Jerzy Zelnik – w serialu telewizyjnym Doktor Murek – w serialu telewizyjnym z 1979 roku[3]